# Alone (singel B’z)
ALONE – dziewiąty singel japońskiego zespołu B’z, wydany 30 października 1991 roku. Osiągnął 1 pozycję w rankingu Oricon i pozostał na liście przez 30 tygodni, sprzedał się w nakładzie 1 127 217 egzemplarzy. Singel zdobył status płyty Milion. Został wydany ponownie 26 marca 2003 roku. 
Utwór tytułowy został wykorzystany jako piosenka przewodnia TV dramy Hotel Woman (jap. ホテルウーマン Hoteru Ūman) stacji Fuji TV.

## Lista utworów
| Nr | Tytuł         | Czas |
| -- | ------------- | ---- |
| 1. | „ALONE”       | 6:03 |
| 2. | „GO-GO-GIRLS” | 3:48 |

## Muzycy
- Tak Matsumoto: gitara, kompozycja i aranżacja utworów, chórek (#1)
- Kōshi Inaba: wokal, teksty utworów, chórek (#1)
- Masao Akashi: aranżacja, manipulator (# 1)
- Jun Aoyama: perkusja (#2)
- Ikkō Tanaka: perkusja (#1)
- Akira Onozuka (DIMENSION): keyboard (#1)
- Yuiko Tsubokura: chórek (#2)
- B+U+M

## Notowania
| Lista                                  | Pozycja |
| -------------------------------------- | ------- |
| Oricon Weekly Singles Chart            | 1       |
| Oricon Monthly Singles Chart           | 1       |
| Oricon Yearly Singles Chart (rok 1991) | 10      |
| Oricon Yearly Singles Chart (rok 1992) | 56      |